# شرکت ملی نفت ایران
شرکت ملی نفت ایران، شرکت دولتی نفت‌وگاز ایران است، که در زمینه اکتشاف، تولید، انتقال، بازاریابی و فروش نفت خام، گاز طبیعی و میعانات گازی فعالیت می‌کند.
شرکت ملی نفت ایران در سال ۱۳۲۹ پس از ملی‌شدن صنعت نفت ایران، تأسیس و از سال ۱۳۳۰ به‌طور رسمی جایگزین شرکت نفت ایران و انگلیس شد. پس از انقلاب ۱۳۵۷ و تشکیل وزارت نفت، بخش‌های پایین‌دستی شامل پالایش و پخش، توزیع گاز و صنایع پتروشیمی، از این شرکت منفک شدند و به‌عنوان شرکت‌های مستقل و زیرمجموعه وزارت نفت، به فعالیت خود ادامه دادند.
هم‌اکنون ظرفیت تولید نفت خام شرکت ملی نفت ایران معادل ۴ میلیون بشکه در روز است، که درپی اعمال تحریم‌های آمریکا علیه ایران، میزان تولید این شرکت به ۱٫۷ میلیون بشکه در روز که نیاز پالایشی ایران می‌باشد، کاهش یافته است. این شرکت روزانه بالغ بر یک میلیارد متر مکعب گاز طبیعی تولید می‌کند، همچنین میزان تولید میعانات گازی آن در حدود ۹۰۰ هزار بشکه در روز است.
حجم ذخایر زیرزمینی نفت خام تحت مالکیت این شرکت در حدود ۱۵۷ میلیارد بشکه برآورد می‌شود و دومین شرکت دارنده ذخایر نفت جهان به‌شمار می‌آید. شرکت ملی نفت ایران ازنظر میزان تولید مجموع نفت و گاز، پس از شرکت‌های سعودی آرامکو (عربستان سعودی) و گازپروم (روسیه) در رتبه سوم جهان قرار دارد.

## تاریخچه
شرکت ملی نفت ایران پس از ملی‌شدن نفت ایران و انحلال شرکت نفت ایران و انگلیس در سال ۱۳۲۹، از تأسیسات و دارایی‌های این شرکت در ایران تأسیس شد، ولی به‌طور رسمی فعالیت خود را از سال ۱۳۳۰ آغاز کرد. نخستین هیئت مدیره موقت شرکت ملی نفت ایران، درپی اجرای قانون ملی‌شدن صنعت نفت و پس از خلع ید از شرکت نفت انگلیس و ایران، در خردادماه ۱۳۳۰ تشکیل شد و نخستین مدیرعامل این شرکت نیز مهدی بازرگان بود. در سال‌های نخست شرکت ملی نفت تنها در بخش پایین‌دستی صنعت نفت فعالیت می‌کرد، ولی به‌تدریج دامنه فعالیت‌های خود را به بخش بالادستی، در خارج از منطقه جغرافیایی قرارداد کنسرسیوم گسترش داد. در سال ۱۳۴۴ با تصویب قانون توسعه صنایع پتروشیمی در مجلس شورای ملی، شرکت ملی نفت فعالیت در صنایع پتروشیمی که از سال ۱۳۳۷ با راه‌اندازی واحد تولیدی کود شیمیایی شیراز آغاز شده بود را گسترش داد، همچنین اقدام به تأسیس بخش توزیع گاز خود در همین سال (۱۳۴۴) نمود. پس از وقوع انقلاب ۱۳۵۷ و تشکیل وزارت نفت، بخش‌های پائین‌دستی شامل پالایش و پخش، توزیع گاز و صنایع پتروشیمی، از این شرکت منفک شدند و به‌عنوان شرکت‌های مستقل و زیرمجموعه وزارت نفت، به فعالیت خود ادامه دادند. پس از وقوع انقلاب تاکنون تمرکز شرکت ملی نفت بر فعالیت‌های بخش بالادستی (اکتشاف و تولید نفت و گاز) معطوف می‌باشد و انحصار تولید نفت و گاز را در کشور ایران در اختیار دارد.

## صنایع گاز
شرکت ملی نفت ایران در زمینهٔ استخراج گاز ترش از میادین گازی و میادین نفتی و همچنین تولید گاز طبیعی (سی‌ان‌جی) و میعانات گازی از آن فعال است و با داشتن هجده درصد از ذخایر گاز جهان، پس از روسیه دومین دارندهٔ ذخایر گاز در جهان شناخته می‌شود؛ اما این شرکت به‌دلیل ناتوانی در جذب سرمایه‌گذار نتوانسته به تولید چشمگیری در مقایسه با میزان ذخایر خود دست‌یابد. به‌گونه‌ای که از زمان پایان جنگ ایران و عراق، قطر در میدان گازی پارس جنوبی که بزرگ‌ترین میدان گازی جهان و میان ایران و قطر نیز مشترک است، بیش از ۴۰۰ میلیارد دلار آمریکا سرمایه‌گذاری نموده اما ایران با وجود آنکه به‌دلیل داشتن شرکت‌های طراحی و ساخت تجهیزات و ماشین‌آلات صنایع نفت‌وگاز مانند صنایع آذرآب و ماشین‌سازی اراک، نیازی به سرمایه‌گذاری‌های سنگینی به‌شکل ارزی نداشته؛ حجم میزان جمع سرمایه‌گذاری ریالی و دلاری شرکت ملی نفت ایران در این میدان در حدود تنها ۸۱ میلیارد دلار آمریکا برآورد می‌شود. در سال‌های گذشته، این معضل خود را به‌شکل مشکلاتی مانند افت تولید گاز طبیعی نشان داده که علاوه‌بر افت درآمد صنعت نفت‌وگاز کشور ایران منجر به ناتوانی شرکت ملی گاز ایران در تأمین گاز بسیاری از صنایع ارزآور مانند فولاد و سیمان، همچنین ناتوانی در تأمین گاز نیروگاه‌ها گردیده است. این مسئله خود منجر به وادارشدن نیروگاه‌هایی مانند شهید رجایی قزوین و شازند اراک به به‌کارگیری مازوت به‌عنوان سوخت نیروگاه و بالطبع آلودگی شدید هوا در این شهرها شده و بیماری‌های خطرناکی مانند سرطان و ام‌اس را در شهروندان آنان بسیار شایع ساخته است.

## هیئت مدیره
| نام          | سمت                                       | جایگاه               |
| ------------ | ----------------------------------------- | -------------------- |
| محسن پاک‌نژاد | وزیر نفت ایران                            | رئیس هیئت مدیره      |
| حمید بورد    | مدیرعامل شرکت ملی نفت ایران               | نایب رئیس هیئت مدیره |
|              | رئیس امور مجامع                           | دبیر هیئت مدیره      |
|              | رئیس کل حسابرسی و امور مجامع وزارت نفت    | عضو هیئت مدیره       |
|              | مدیر اکتشاف                               | عضو هیئت مدیره       |
| رامین حاتمی  | مدیر برنامه‌ریزی تلفیقی شرکت ملی نفت ایران | عضو هیئت مدیره       |
|              | مدیر امور بین‌الملل                        | عضو هیئت مدیره       |
|              | مدیر امور مالی                            | عضو هیئت مدیره       |

## شرکت‌های تابعه
شرکت ملی مناطق نفت‌خیز جنوب با تولید ۸۵٪ از نفت خام این شرکت، بزرگ‌ترین تولیدکننده نفت شرکت ملی نفت ایران به‌شمار می‌آید و پس از آن، به ترتیب شرکت نفت فلات قاره ایران و شرکت نفت مناطق مرکزی ایران، بزرگ‌ترین زیرمجموعه‌های شرکت ملی نفت ایران محسوب می‌شوند.

### تولیدی
- شرکت ملی مناطق نفت‌خیز جنوب
  - شرکت بهره‌برداری نفت و گاز کارون[۱۲][۱۳][۱۴][۱۵][۱۶][۱۷][۱۸][۱۹]
  - شرکت بهره‌برداری نفت و گاز مسجدسلیمان
  - شرکت بهره‌برداری نفت و گاز مارون
  - شرکت بهره‌برداری نفت و گاز آغاجاری
  - شرکت بهره‌برداری نفت و گاز گچساران
- شرکت نفت فلات قاره ایران
- شرکت نفت و گاز پارس
- شرکت نفت و گاز اروندان
- شرکت نفت مناطق مرکزی ایران
  - شرکت بهره‌برداری نفت و گاز غرب
  - شرکت بهره‌برداری نفت و گاز شرق
  - شرکت بهره‌برداری نفت و گاز زاگرس جنوبی

### خدماتی
- شرکت ملی حفاری ایران
- شرکت مهندسی و توسعه نفت ایران
- شرکت بازرگانی نفت ایران
- شرکت پایانه‌های نفتی ایران
- شرکت ملی نفت‌کش ایران

### سایر
- شرکت ملی صادرات گاز ایران
- شرکت نفت خزر
- سازمان منطقه ویژه اقتصادی انرژی پارس
- سازمان منطقه ویژه اقتصادی لاوان
- سازمان بهداشت و درمان صنعت نفت
- شرکت بهینه‌سازی مصرف سوخت

## برند
برند شرکت ملی نفت ایران در سال ۱۳۹۲ در دهمین جشنواره ملی قهرمانان صنعت ایران به عنوان یکی از ۱۰۰ برند برتر ایران شناخته شد.

## سهام
با وجود داشتن پیشوند ملی هیچگاه همه یا حتی بخشی از سهام شرکت ملی نفت و ۳ شرکت دیگر تابعه وزارت نفت ایران، به‌شکل سهام عدالت یا عرضه اولیه در بورس، در اختیار مردم ایران قرار نگرفته است.

## نگارخانه

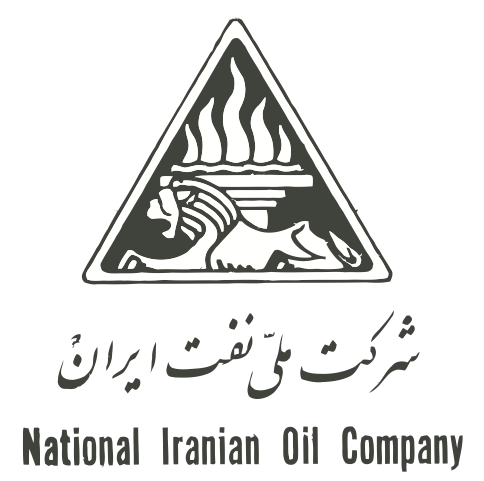
آرم شرکت ملی نفت ایران پیش از انقلاب
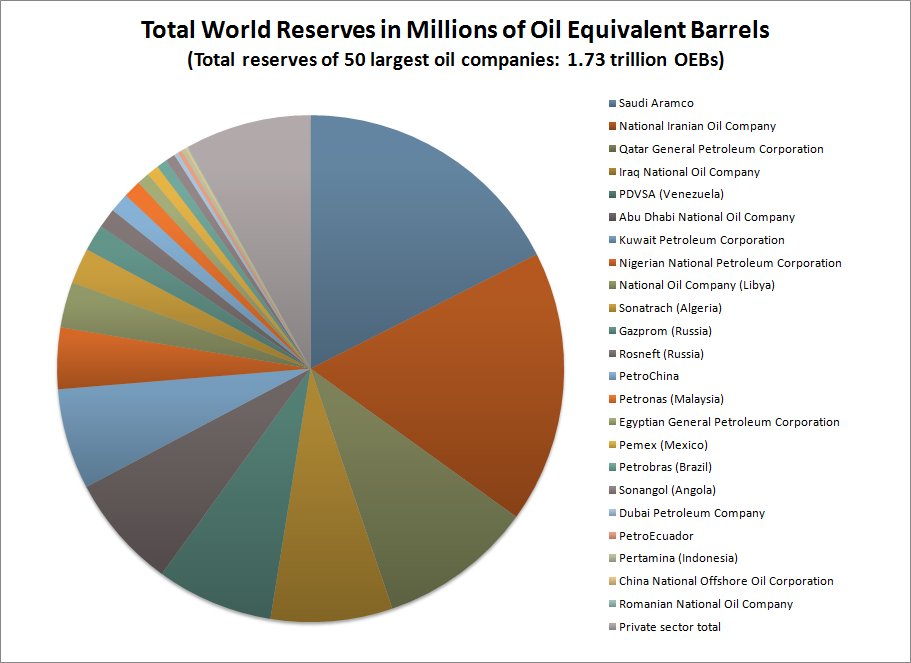
فهرستی از بزرگترین شرکت‌های تولیدکننده نفت در جهان
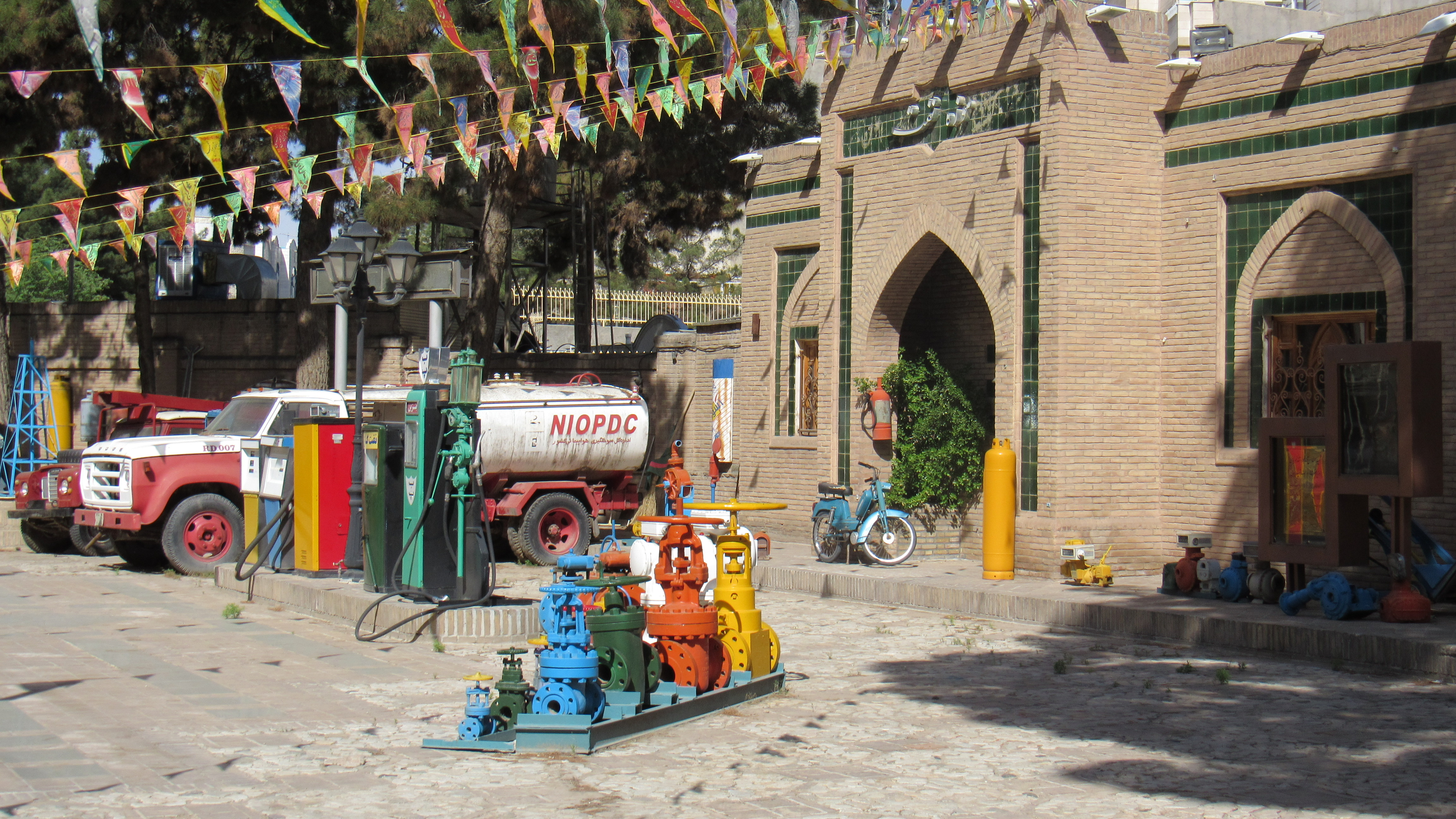
اولین موزه نفت ایران در سبزوار
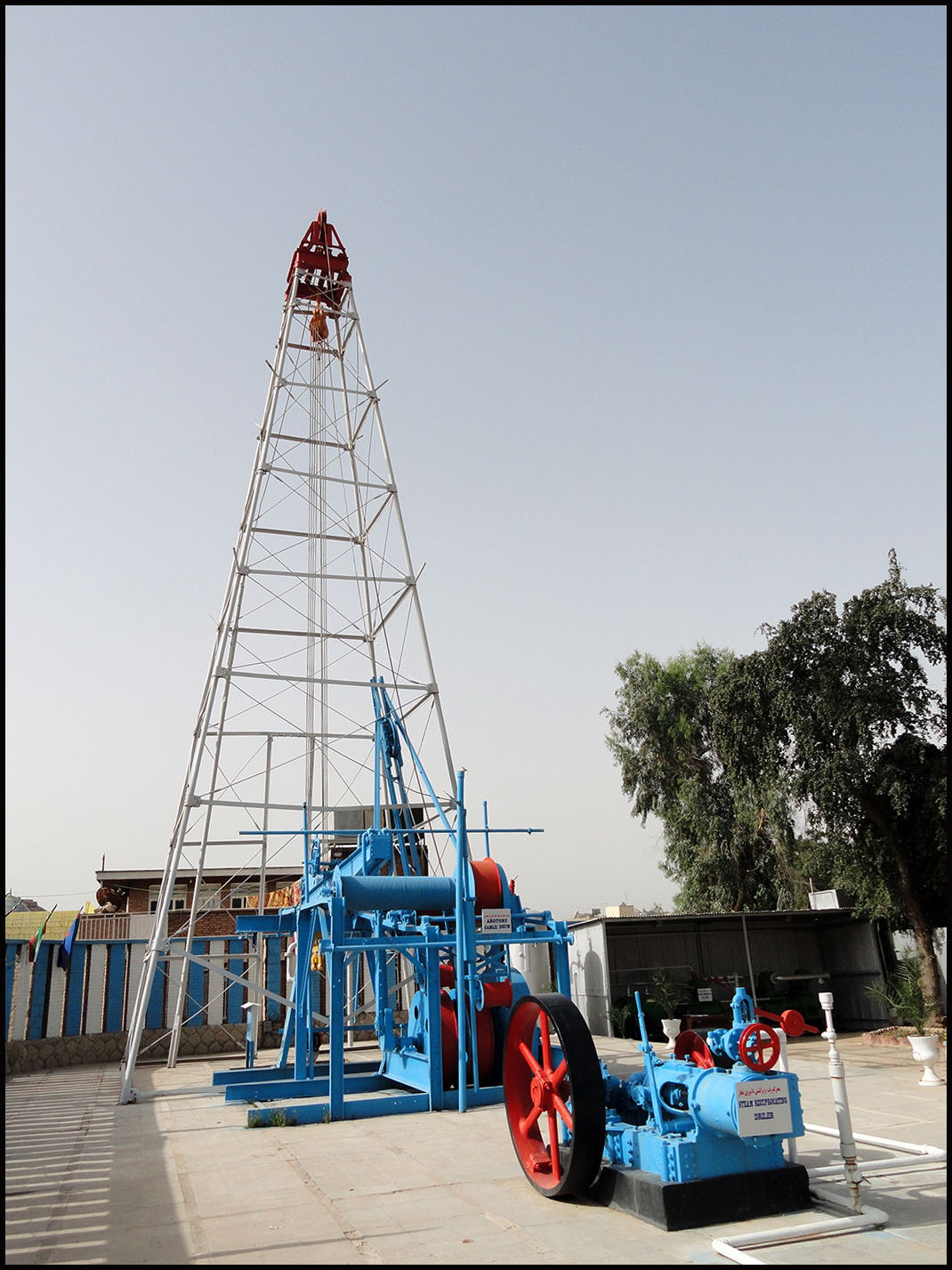
محل چاه شماره یک میدان نفتی مسجدسلیمان
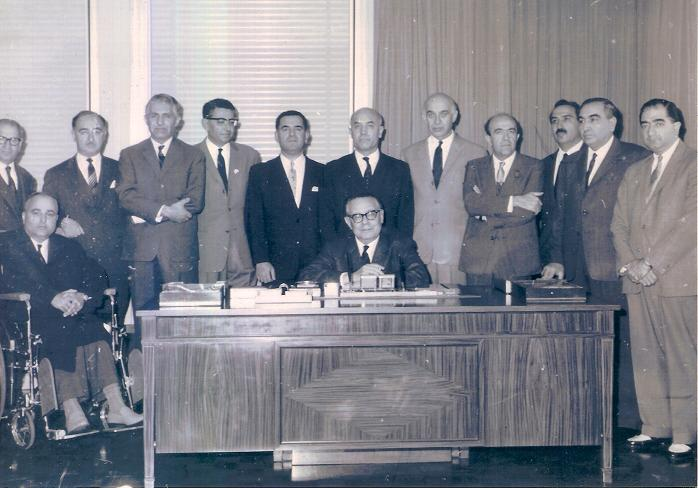
اعضای هیئت مدیره شرکت ملی نفت ایران
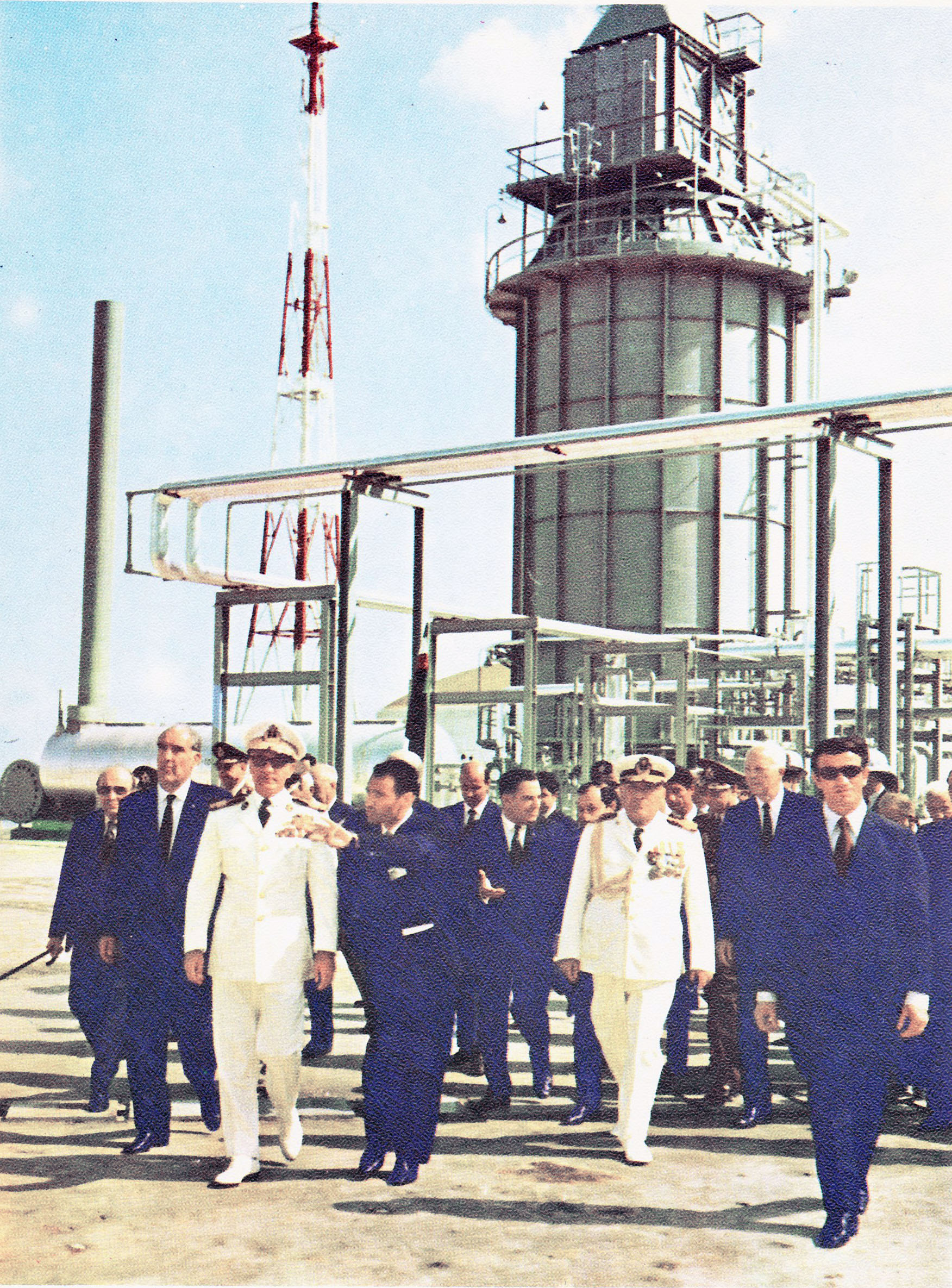
محمدرضا پهلوی با هیئت همراه، در جزیره خارک، در سال ۱۳۴۷
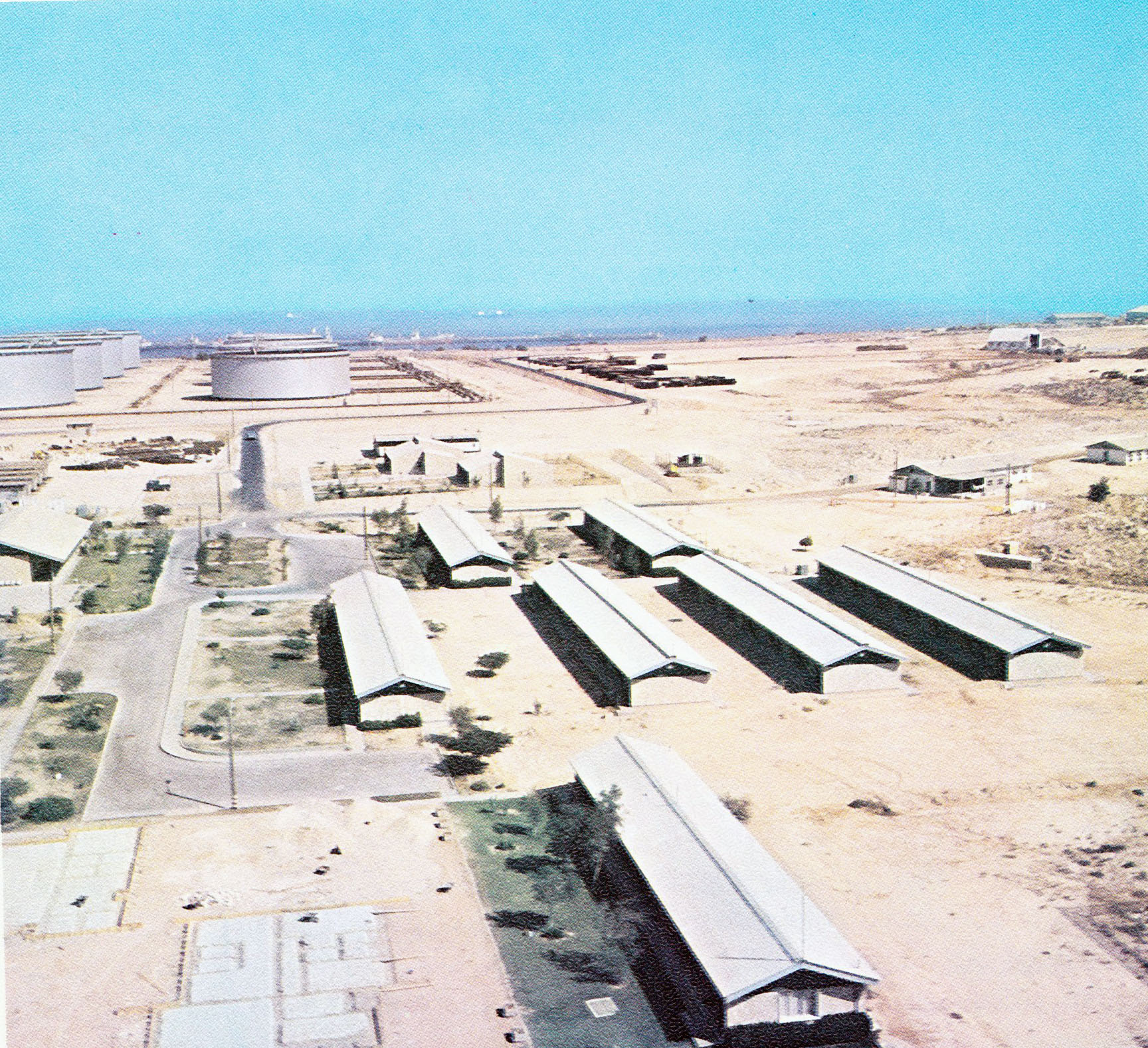
تاسیسات شرکت ملی نفت در جزیره خارک
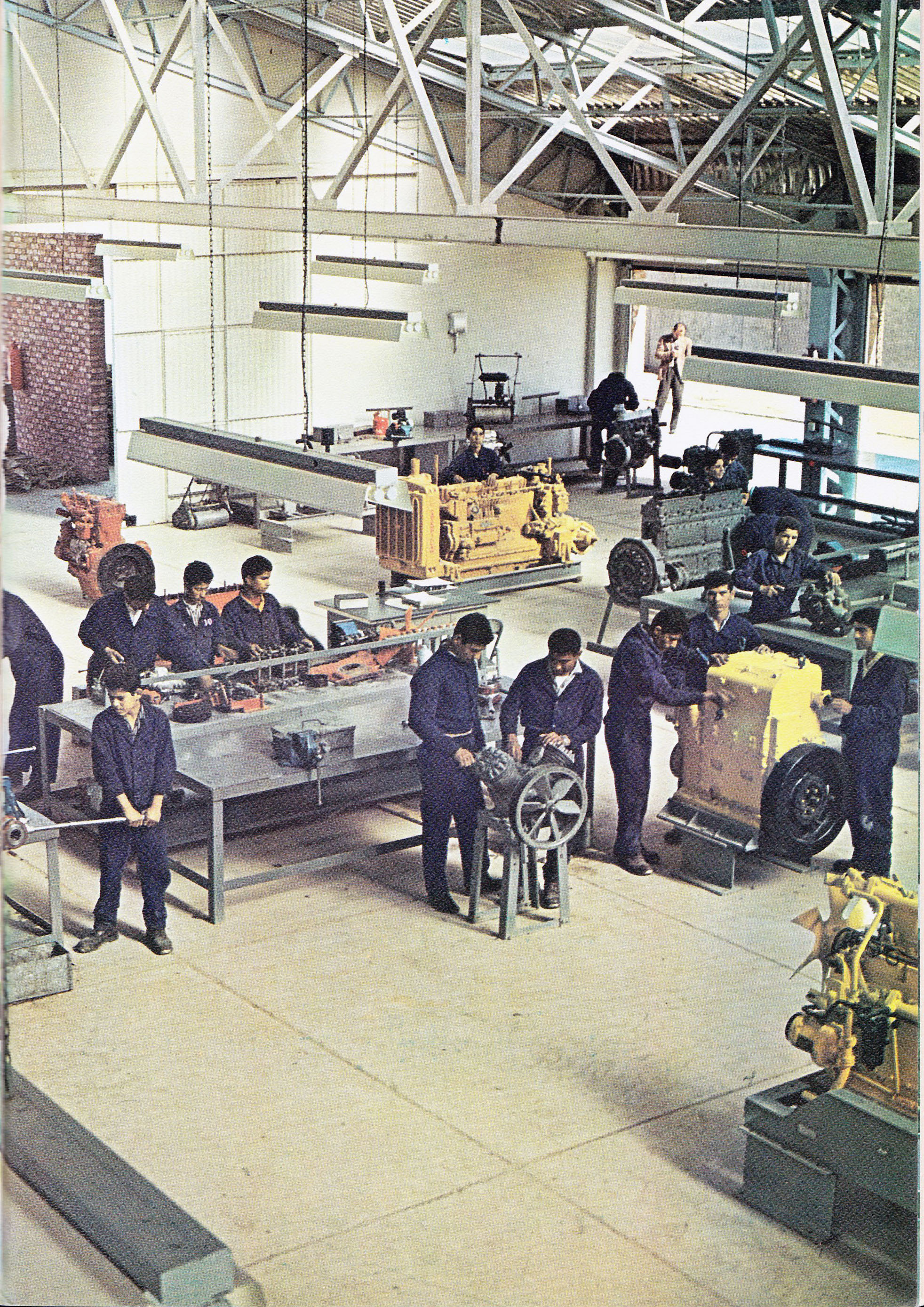
آموزشگاه فنی شرکت ملی نفت در آغاجاری